# Georgij Agzamov
Georgij Agzamov (6. září 1954, Almalyk – 27. srpna 1986, Sevastopol) byl sovětský šachový velmistr, první ze Střední Asie. Byl také filologem.
V roce 1966, tedy ve věku 12 let se stal šachovým šampionem města Almalyk. V roce 1971 skončil v Rize druhý na šachovém šampionátu juniorů SSSR. O dva roky později se poprvé zúčastnil uzbekistánského šachového šampionátu. Tuto soutěž vyhrál v letech 1976 a 1981.
Mezi jeho nejlepší výsledky patří: 1. místo v Bělehradě v roce 1982, 1. místo ve Vršaci v roce 1983, 1. místo v Soči (1984); 1. místo v Taškentu (1984); 1. místo v Bogotě (také 1984); 2. místo v Potsdamu (1985) a 1. místo v Kalkatě (1986).
Jeho největší Elo na žebříčku FIDE bylo 2590, kterého dosáhl 1. ledna 1985. Po šachovém turnaji v Sevastopolu v roce 1986 zemřel v následku pádu z útesu.
Od roku 2007 je na jeho počest v Taškentu pořádán šachový turnaj.